# Synagoge (Essingen)
Die Synagoge in Essingen, einer Ortsgemeinde im Landkreis Südliche Weinstraße in Rheinland-Pfalz, wurde 1820/21 errichtet. Die profanierte Synagoge steht an der Gerämmestraße 48, der früheren Krämerstraße.

## Geschichte
Der klassizistische Walmdachbau ersetzte vermutlich ein älteres Bethaus. 
Seit 1933 wurde die Synagoge nicht mehr für den Gottesdienst genutzt. 1937 wurde das Synagogengebäude vom Vorsitzenden der jüdischen Gemeinde der Pfalz an einen Landwirt im Ort verkauft und blieb daher beim Novemberpogrom 1938 verschont.
Der neue Besitzer baute das Gebäude zu einer Scheune um. Ein großes Eingangstor wurde ins Mauerwerk gebrochen und einige Fenster wurden zugemauert. Über dem Synagogeneingang ist noch die Portalinschrift vorhanden. Im Inneren sind noch die Frauenempore und die Nische für den Toraschrein erkennbar.